# Las Ketchup
Las Ketchup – hiszpański girlband grający muzykę pop, flamenco i chillout, utworzony w 2002 w Kordobie. Zespół zyskał międzynarodową rozpoznawalność po wydaniu utworu „The Ketchup Song (Aserejé)”.
Nazwa zespołu odnosi się do pseudonimu artystycznego gitarzysty flamenco El Tomate, który od wielu lat nosi ojciec wokalistek, Juan Manuel Muñoz.

## Historia zespołu
W 2006 do składu zespołu dołączyła czwarta siostra, Rocío. W tym samym roku z piosenką „Bloody Mary” girlsband reprezentował Hiszpanię w 51. Konkursie Piosenki Eurowizji w Atenach. W finale konkursu zajęły 21. miejsce. Ich pierwszy album sprzedał się w 12 milionach kopii, ale drugi nie powtórzył już tego sukcesu.

## Skład zespołu
- Pilar Gabriella Muñoz (ur. 10 lipca 1978)
- Lola Sangria Muñoz (ur. 6 maja 1980)
- Lucia Maria Muñoz (ur. 17 kwietnia 1983)
- Rocío Muñoz

## Dyskografia

### Albumy studyjne
- Las Hijas del Tomate (2002)
- Un Blodymary (2006)

### Single
- 2002 – „The Ketchup Song (Aserejé)”
- 2002 – „Kusha las payas”
- 2006 – „Un Bloodymary”

## Nagrody
- 2002 'Ondas awards'
  - Nowy, najlepszy artysta/grupa
- 2003 Billboard Latinos awards
  - Najlepszy pop album z nowej generacji („Las Hijas Del Tomate”)
  - Najbardziej tropikalna piosenka grana w duecie lub w grupie („The Ketchup Song” (Aserejé))
- 2003 Record Fair MIDEM (Cannes)
  - Najlepszy nowy artysta/grupa
- 2003 Amigo Awards
  - Najlepszy nowy zespół
  - Najlepszy nowy artysta
- 2004 Record fair MIDEM (Cannes)
  - Najlepiej sprzedający się album w kraju i w Europie („Las Hijas Del Tomate”)